# Farah Elle
 (février 2025).
La mise en forme du texte ne suit pas les recommandations de Wikipédia : il faut le « wikifier ».
Les points d'amélioration suivants sont les cas les plus fréquents. Le détail des points à revoir est peut-être précisé sur la page de discussion.
- Les titres sont pré-formatés par le logiciel. Ils ne sont ni en capitales, ni en gras.
- Le texte ne doit pas être écrit en capitales (les noms de famille non plus), ni en gras, ni en italique, ni en « petit »…
- Le gras n'est utilisé que pour surligner le titre de l'article dans l'introduction, une seule fois.
- L'italique est rarement utilisé : mots en langue étrangère, titres d'œuvres, noms de bateaux, etc.
- Les citations ne sont pas en italique mais en corps de texte normal. Elles sont entourées par des guillemets français : « et ».
- Les listes à puces sont à éviter, des paragraphes rédigés étant largement préférés. Les tableaux sont à réserver à la présentation de données structurées (résultats, etc.).
- Les appels de note de bas de page (petits chiffres en exposant, introduits par l'outil «  Source ») sont à placer entre la fin de phrase et le point final[comme ça].
- Les liens internes (vers d'autres articles de Wikipédia) sont à choisir avec parcimonie. Créez des liens vers des articles approfondissant le sujet. Les termes génériques sans rapport avec le sujet sont à éviter, ainsi que les répétitions de liens vers un même terme.
- Les liens externes sont à placer uniquement dans une section « Liens externes », à la fin de l'article. Ces liens sont à choisir avec parcimonie suivant les règles définies. Si un lien sert de source à l'article, son insertion dans le texte est à faire par les notes de bas de page.
- La présentation des références doit suivre les conventions bibliographiques. Il est recommandé d'utiliser les modèles {{Ouvrage}}, {{Chapitre}}, {{Article}}, {{Lien web}} et/ou {{Bibliographie}}. Le mode d'édition visuel peut mettre en forme automatiquement les références.
- Insérer une infobox (cadre d'informations à droite) n'est pas obligatoire pour parachever la mise en page.

Pour une aide détaillée, merci de consulter Aide:Wikification.
Si vous pensez que ces points ont été résolus, vous pouvez retirer ce bandeau et améliorer la mise en forme d'un autre article.
 (février 2025).
Pour les articles homonymes, voir Elle.
Farah Elle (née Farah El Neihum en 1994) est une auteure-compositrice-interprète irlandaise d'origine libyenne.
Farah Elle est née en Libye en 1994, sous le nom de Farah El Neihum. Sa famille a déménagé à Julianstown, dans le comté de Meath, en Irlande, en 1996. Sa mère, Fatima Hamroush, est une ophtalmologue consultante et politicienne. Elle a été élevée dans la foi musulmane, fréquentant la mosquée de Clonskeagh et parle couramment l'arabe. Elle a appris à jouer du clavier toute seule à l'adolescence.
Elle a fréquenté le BIMM, à Dublin, et a obtenu son diplôme en 2016,.

## Carrière
Farah Elle a joué son premier concert en tête d'affiche au Sin É, à Dublin, en 2016. La même année, elle joue au festival de musique KnockanStockan. Elle a collaboré avec CunninLynguists sur le single Oh Honey et avec Bantum sur Feel It Out. Elle s'est produite au festival Mother Tongues en 2019 à Rua Red.
En 2019, Farah Elle a sorti un single, Play For Keeps, avec MuRli, et a collaboré avec Bantum, Ben Bix et God Knows sur le single Strongest Thing,. Elle était l'une des artistes qui se sont produites dans le cadre des Conservatory Sessions organisées par Pine The Pilcrow en 2019.
En 2020, pour les célébrations de Nollaig na mBan au EPIC, le musée de l'émigration irlandaise, elle s'est produite aux côtés de Tara Flynn et Chiamaka Enyi-Amadi.
Son premier album, Fatima, est sorti en 2022.

## Autres activités
Elle a fait du bénévolat au centre d'accueil direct des demandeurs d'asile de Mosney, dans le comté de Louth.

## Discographie
- Single - Silk (2015)
- Single - Oh Honey (2017) en collaboration avec CunninLynguists
- Single - Feel It Out (2017) en collaboration avec Bantum
- Single - Play For Keeps (2019) en collaboration avec MuRli
- Single et vidéo - Strongest Thing (2019) en collaboration avec Bantum, Ben Bix et God Knows
- Album - FÂTÍMA (2020)